# 課外閱讀
課外閱讀是國家或是課程上老師安排的課程以外，自己獨立在課堂準備的課程外另外在閱讀其他課堂外的書籍和知識，可以獲取除了課堂課程安排的書籍以外的知識，範圍通常是更多廣深，通常可以隨自己喜歡喜愛的書籍去閱讀，所以閱讀過程通常是很快樂的，因為可以隨自身本身有興趣喜歡的領域和學問去求知和求學問獲得資訊和知識。